# دورنیان
دورنیان، روستایی از توابع بخش مرکزی شهرستان رزن در استان همدان ایران است
دارای یکی از بهترین آب وهوا های ایران.
 
دارای باغات بسیار از جمله گردو سیب انگور... 

مردم این روستا مردمانی خود وکفا از هر لحاظ هستن

## جمعیت
این روستا در دهستان خرقان قرار دارد و براساس سرشماری مرکز آمار ایران در سال ۱۳۹۵، جمعیت آن ۳۴۲ نفر (۱۰۹خانوار) بوده‌است.